# 胡万宝 (作家)
胡万宝，中国青年作家，出生于四川省大竹县。四川省西昌学院艺术系毕业。

## 生平
胡万宝高中时开始文学创作，结识四川文理学院中文系主任范藻，受到鼓励考入大学。2009年，就读大一的胡万宝利用寒假两个月的时间写出一部20万字长篇评论著作《历史的狼性征服—大唐开国的政治真相》。因大学学生干部期间在社会活动中，以及写作才华各方面能力表现突出，在由中央宣传部、教育部、共青团中央、人民日报社四部委共同指导主办的“2010中国大学生年度人物”评比中为100位候选人之一（全国优秀大学生）。同年，在中国青年网和中国辞赋网发起的评比中，经网友投票被评为中国十大青年辞赋家。

## 寫作
- 历史评论《历史的狼性征服——大唐开国的政治真相》，西安交通大学出版社 ，2011年，ISBN9787560537870/D·116；
- 长篇小说《匹子》
- 赋《西昌学院赋》
- 佛经评著《金刚经今解》、《章嘉游戏金刚造纂释》